# Colonia Hidalgo, Loreto
Colonia Hidalgo är en ort i Mexiko.   Den ligger i kommunen Loreto och delstaten Zacatecas, i den centrala delen av landet, 400 km nordväst om huvudstaden Mexico City. Colonia Hidalgo ligger 2 023 meter över havet och antalet invånare är 1 235.
Terrängen runt Colonia Hidalgo är huvudsakligen en högslätt. Colonia Hidalgo ligger nere i en dal. Runt Colonia Hidalgo är det ganska tätbefolkat, med 80 invånare per kvadratkilometer. Närmaste större samhälle är Loreto, 8,0 km sydost om Colonia Hidalgo. Trakten runt Colonia Hidalgo består till största delen av jordbruksmark.